# Gosau
Gosau è un comune austriaco di 1 774 abitanti nel distretto di Gmunden, in Alta Austria.